# Gunung Alue Lhok
Gunung Alue Lhok är en kulle i Indonesien.   Den ligger i provinsen Aceh, i den västra delen av landet, 1 700 km nordväst om huvudstaden Jakarta. Toppen på Gunung Alue Lhok är 65 meter över havet.
Terrängen runt Gunung Alue Lhok är platt åt sydost, men åt nordväst är den kuperad. Havet är nära Gunung Alue Lhok åt sydväst.Runt Gunung Alue Lhok är det ganska glesbefolkat, med 22 invånare per kvadratkilometer. I omgivningarna runt Gunung Alue Lhok växer i huvudsak städsegrön lövskog.